# 나폴레온 (양주)
나폴레온은 국순당L&B에서 만드는 럼주로, 포도를 이용하여 만든 알콜 함량이 적은 술이다. 나폴레온이 처음 출시되었을 당시 1병당 2000원 안쪽의 저가형 양주로서 같은 시기 롯데에서 출시한 캡틴큐와 치열한 쟁탈전을 벌였다.